# Salix geyeriana
Salix geyeriana là một loài thực vật có hoa trong họ Liễu. Loài này được Andersson miêu tả khoa học đầu tiên năm 1858.

## Hình ảnh

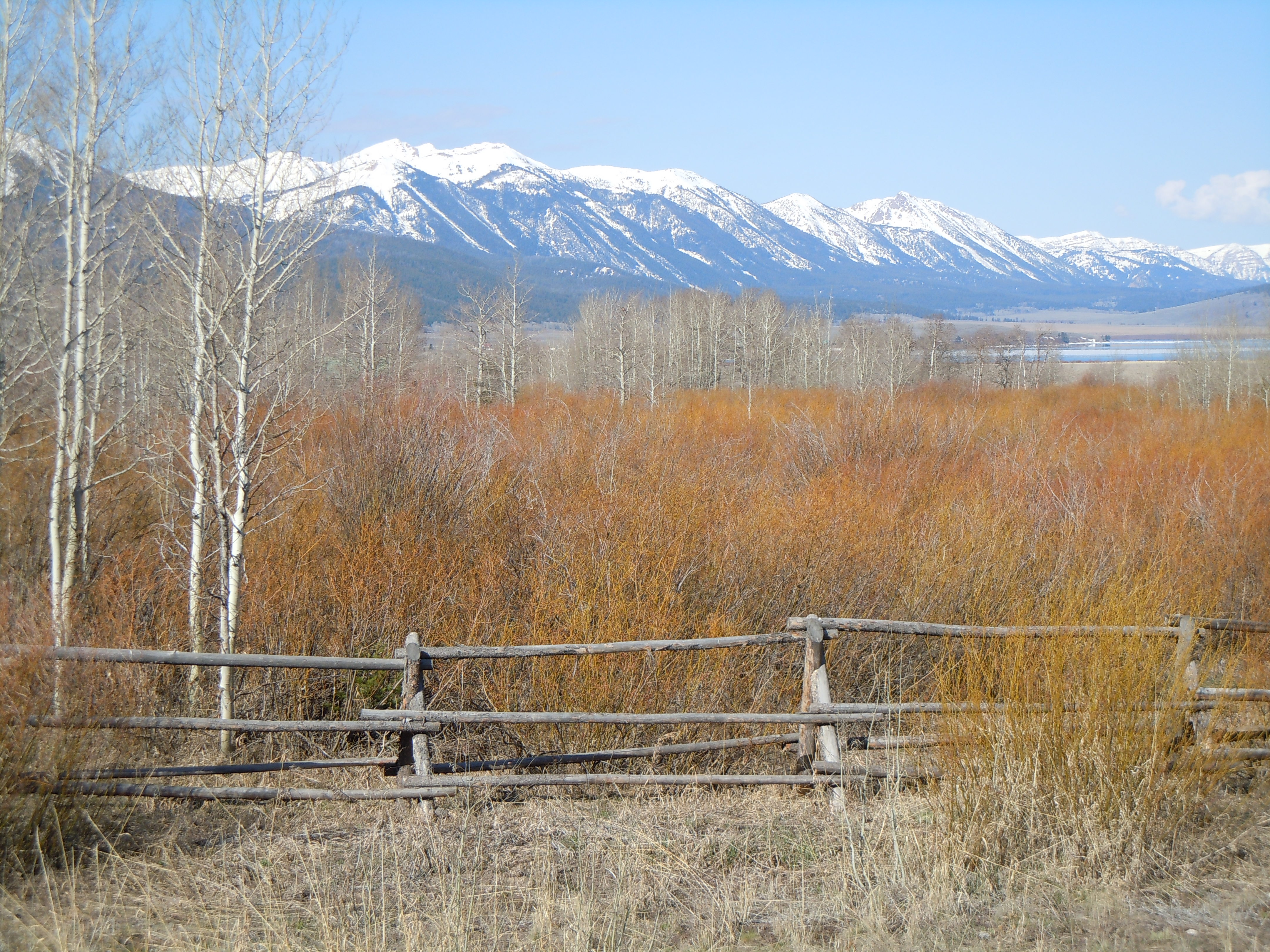
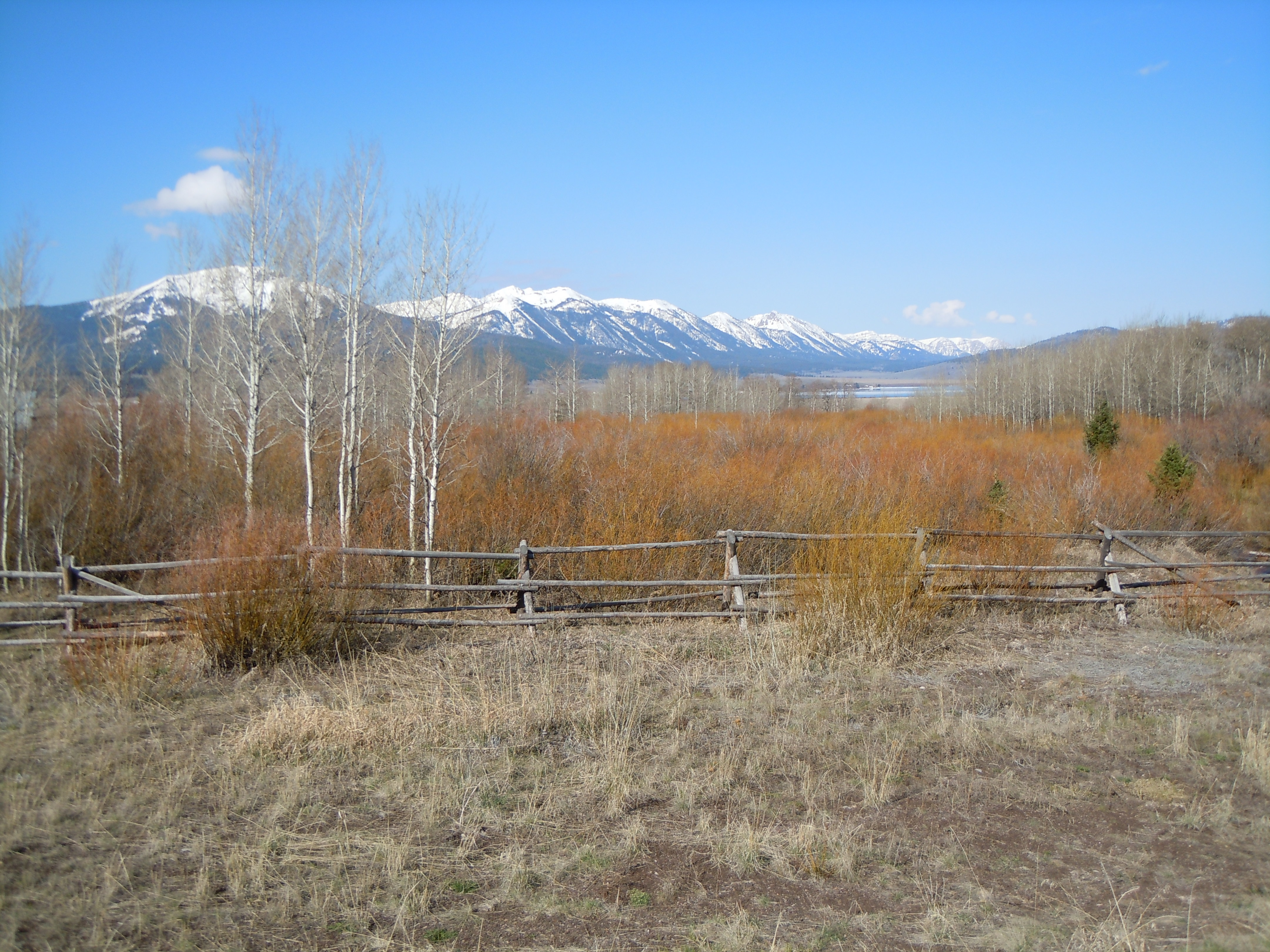
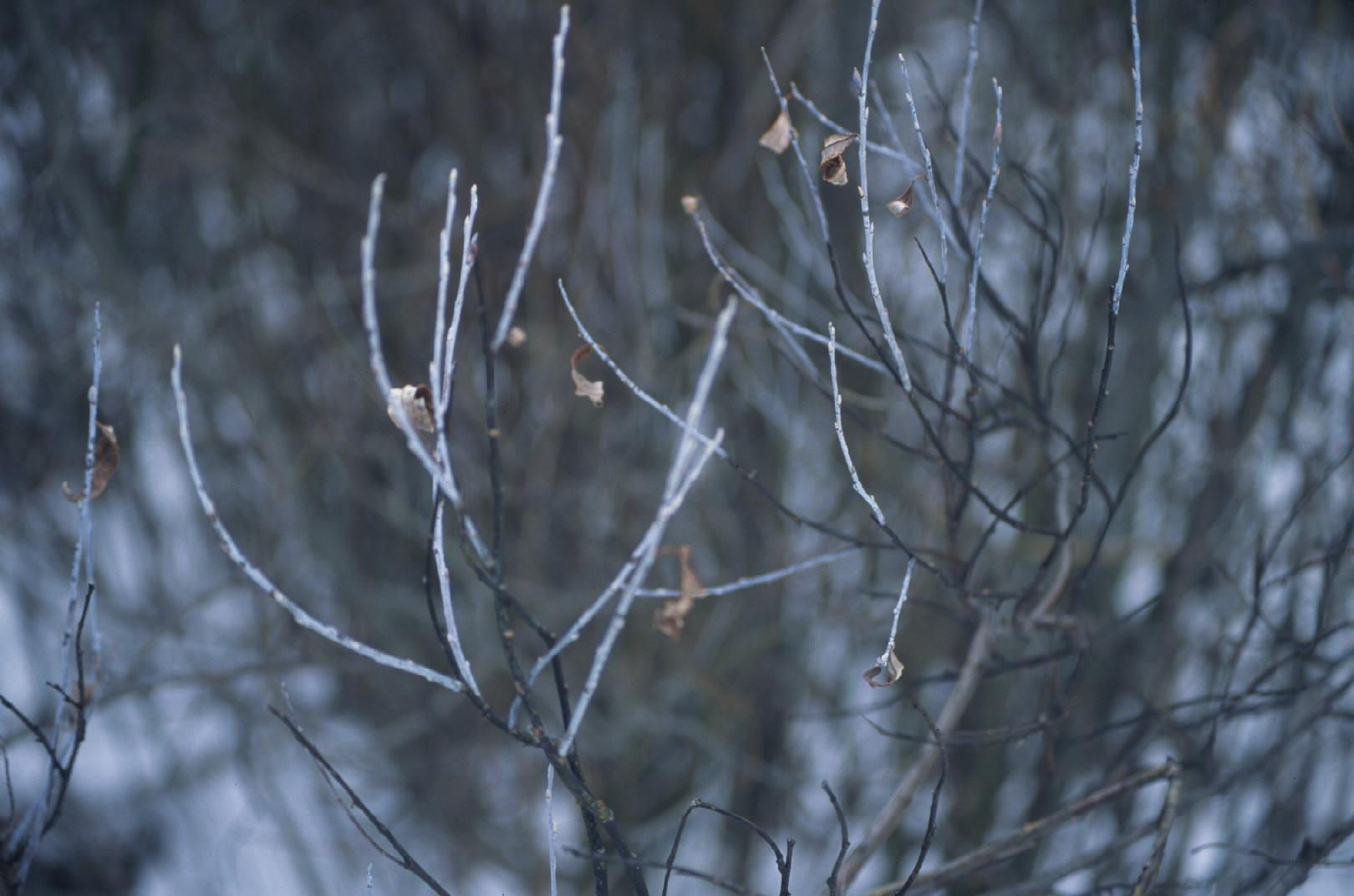